# 向瑞琨
向瑞琨（1883年—1929年），原名瑞琦，字淑予（一作叔予），湖南省宁乡县泉塘向家段人。中华民国政治人物。

## 生平
他早年从湖南時務学堂毕业後，赴日本留学，入明治大学商工科。 归国後，他任两江总督端方手下的商務文案。1910年（宣統2年），他任南洋劝业博览会帮办。翌年，他中工商科举人，到農商部赴任。此后他到漢口任《復報》编辑。
他曾任农商部主事，曾充河南谷米公司总办，南洋实业调查员，美国实业团总招待员，江苏巡抚署及南洋大臣、北洋大臣文案，两江总督署参事，内阁统计局佥事，创办南洋劝业会。
中華民国成立後，他来到北京，任《亚東新報》、《東大陸報》主筆。此后他和湯化龙等人组织民主党。1912年（民国元年）8月，他任北京政府工商部次長。翌年7月，他在段祺瑞臨時内閣中一度代理工商总長。他参与创立全国商会联合会，任副会長。后来他升任会長。 他还曾任袁世凯大总统府实业顾问兼考查南洋华侨商务事宜，被全国商会联合会选为约法会议议员。
1915年（民国4年），袁世凱策划称帝，他遂归乡。以後，他在故郷振兴工商業，任瑞興玻璃工廠的总理。
1929年，向瑞琨逝世。